# Блошиний ринок

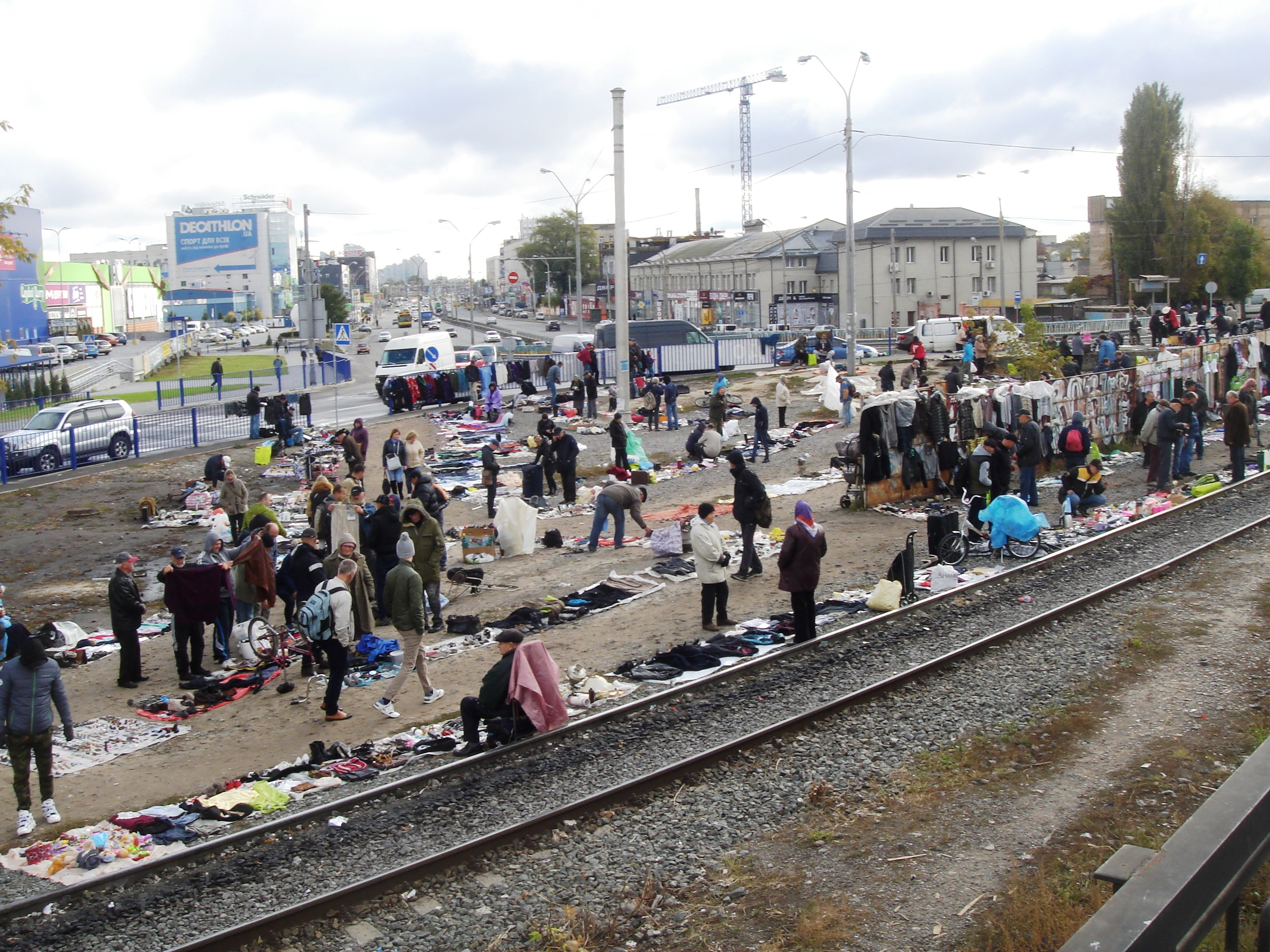
Блошиний ринок біля платформи «Зеніт»

Блоши́ний ри́нок (від нім. Flohmarkt, фр. Marché aux puces, англ. Flea market) також відомий українською як тандита, та товкачка — один з видів базарів, що орендує місця для людей, які хочуть продати або обміняти товар. Старі товари, низької якості речі й деталі високої якості такі, як предмети колекціонування та антикваріату зазвичай продаються на блошиних ринках. Такі ринки існують практично у всіх європейських країнах. У столицях — одні з найбільших у світі; вони відвідуються щодня десятками й навіть сотнями тисяч туристів, колекціонерів і місцевих жителів, дбайливими господарями зі скромним достатком і голлівудськими зірками.

## Історія

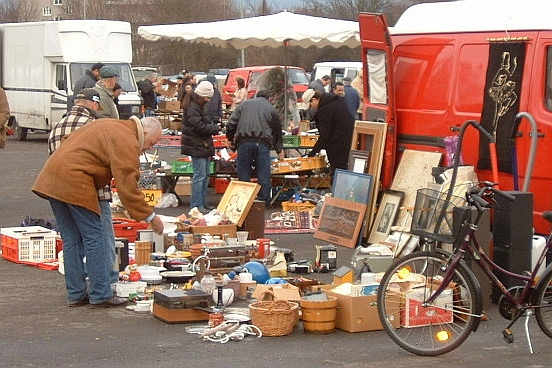
Блошиний ринок у Німеччині

Першими продавцями в Сент-Уані (фр. Saint Ouen) — першому блошиному ринку в Парижі — були так звані chiffoniers. У 1885 році влада Сент-Уана в цілях безпеки зобов'язала торговців офіційно реєструвати свої місця продажів на ринку і разом з цим він почав перетворюватися з хаотичного зібрання chiffoniers в цивілізований ринок користованих речей. Усе більше і більше парижан у вихідні дні починають відвідувати блошиний ринок для того, щоб здійснювати довгі прогулянки вздовж торгових рядів.
А от найпросторіший «острівець» рідкісних речей — Портобелло — розташований на Туманному Альбіоні та вважається мало не місцевою пам'яткою. Причому на одній території об'єднано відразу декілька ринків. Кількістю ж барахолок може взяти Німеччина — там їх найбільше, позаяк ощадливі місцеві жителі звикли виставляти на продаж «трофеї» кількох поколінь. Утім, і в багатій Швейцарії, на Банхофштрассе, поруч зі всесвітньо відомими банками щосуботи розгортаються блошині розкладки, які не скаржаться на нестачу відвідувачів. Серед своїх побратимів зі старожитностей і раритетів окремо стоїть брюссельський Place du Jeu de Balle. Він працює як годинник — щодня, хоча й тільки до обіду…

## Походження назви
Одне з припущень можна знайти в книзі Жана Беделя, одного з найавторитетніших фахівців у галузі історії Парижа і, зокрема, блошиних ринків. Автор пов'язує походження значення цього виразу з французьким прислів'ям «Той, хто лягає спати з собаками, на ранок прокидається з їх блохами». Сенс прислів'я полягає в тому, що погані, неправильні вчинки обов'язково мають небажані наслідки. Точно так само, як собачими блохами, можна заразитися чимось іншим, наприклад, і перепродажем речей або пошуком серед старих речей справжніх цінностей, які необізнані люди викидають на смітники.
Розповідають, як якийсь лахмітник, на прізвище Давидофф, купив на блошиному ринку картини Тулуз-Лотрека, викинуті його родичами на смітник, і розбагатів, так само випадково на блошиному ринку були куплені дагеротипи відомого фотографа Надара. Але це тільки одна складова частина етимологічних припущень.
Друга частина — більш конкретна. Хіба людина, яка риється в купі старих речей, не нагадує своєю поведінкою того, хто шукає бліх.
Є й третя обставина — чисто французьке і чисто лінгвістичне. Це милозвучність. По-французьки словосполучення «marché aux puces» сприймається як благозвучне. Воно звучить приємніше для вуха, ніж, наприклад, «marché aux cafards» — «тарганів ринок»
І ще одна обставина виникнення назви Блошиний ринок — випадковість. Дослідники й очевидці стверджують, що цей вираз було одного разу випадково сказано кимось у розмові і всім сподобалося, а тому і прижилося. Що ж стосується глибинної його суті, то в неї ніхто особливо вникати не став. Додамо, що у своїй друкованій формі вираз «блошиний ринок» вперше з'явився не в газетах, а на поштових листівках. Мода на листівки стала поширюватися як раз в кінці 19 століття, саме в ті роки, коли вперше в передмісті Сент-Уан з'явилася перша більш-менш цивілізована паризька барахолка, отримавши настільки незвичну назву — Блошиний ринок.

## Унікальні товари на блошиних ринках
На блошиних ринках можна знайти дивовижне різноманіття товарів, які задовольнять будь-які потреби та інтереси. Це справжні скарбниці, де кожен зможе відкрити для себе щось нове та унікальне. Серед товарів можна зустріти антикварні та колекційні предмети, рідкісні книги, вінтажні прикраси, старовинні меблі та декоративні предмети інтер'єру. Для колекціонерів тут представлені монети, марки, листівки та інші цінні знахідки. Майстри та любителі творчості знайдуть необхідні інструменти та матеріали для своїх проектів, а музичні ентузіасти зможуть придбати вінілові платівки, музичні інструменти та аудіоапаратуру. Також на таких ринках можна знайти сучасну електроніку та гаджети, автомобілі і мотоцикли, дитячі товари, книги і медіа, товари для краси та здоров'я, різні матеріали для хобі і творчості, послуги, пропозиції роботи, товари для спорту і відпочинку, меблі і садові інструменти, одяг і взуття, а також спеціалізовані товари для мисливців, військових та учасників страйкболу. Не варто забувати і про тематичні предмети, такі як ретро-іграшки, старовинні фотоапарати, а також різні артефакти та сувеніри, які приносять з собою частинку історії та культури.

## Сучасні блошині ринки (Барахолки)
В сучасності барахолки перетворилися на справжні скарбниці не лише для любителів ретро, а й для всіх, хто прагне знайти унікальні та неповторні речі. Завдяки розвитку технологій та Інтернету, вони значно розширили свої межі. Тепер, щоб відвідати блошиний ринок, не обов'язково виходити з дому — численні вебсайти та телеграм-канали дозволяють переглядати, купувати та продавати товари онлайн. На таких платформах можна знайти все — від вінтажного одягу до рідкісних книг, від старовинних меблів до колекційних монет. Деякі з найпопулярніших сайтів для онлайн-барахолок включають eBay, OLX та Etsy, а в телеграм-каналах барахолках часто організовуються аукціони та тематичні розпродажі, де можна з легкістю знайти справжні скарби. Ця зручність дозволяє людям з різних куточків світу брати участь у цій захоплюючій торгівлі, роблячи блошині ринки доступними для кожного.